# Diana Muldaur
Diana Muldaur (Nova Iorque, 19 de agosto de 1938) é uma atriz dos Estados Unidos da América cujos papéis de maior destaque foram o da advogada Rosalind Shays, na telessérie L.A. Law, e o da Dra. Katherine Pulaski na segunda temporada da telessérie Star Trek: The Next Generation. Fez também participações especiais na série original de Star Trek, nos episódios Is There in Truth No Beauty? (Dra. Miranda Jones) e Return to Tomorrow (Capitão-Tenente Ann Mulhall). Dentre outros papéis, atuou como Joy Adamson na telessérie Born Free (As histórias de Elza) em 1974.
Sua participação na série L.A. Law rendeu-lhe duas indicações para o Emmy.